# NGC 2785
NGC 2785 est une galaxie irrégulière de type magellanique située dans la constellation du Lynx. NGC 2785 a été découverte par l'astronome français Édouard Stephan en 1884.

## Caractéristiques
La classe de luminosité de NGC 2785 est V-VI et elle présente une large raie HI. De plus, elle renferme des régions d'hydrogène ionisé.

### Distance
Sa vitesse par rapport au fond diffus cosmologique est de 2 835 ± 23 km/s, ce qui correspond à une distance de Hubble de 41,8 ± 3,0 Mpc (∼136 millions d'al).
À ce jour, une mesure non basée sur le décalage vers le rouge (redshift) donne une distance d'environ 62,8 Mpc (∼205 millions d'al). Cette valeur est à l'extérieur des valeurs de la distance de Hubble. Notons que c'est avec la valeur moyenne des mesures indépendantes, lorsqu'elles existent, que la base de données NASA/IPAC calcule le diamètre d'une galaxie et qu'en conséquence le diamètre de NGC 2785 pourrait être d'environ 18,4 kpc (∼60 000 al) si on utilisait la distance de Hubble pour le calculer.

### Luminosité dans l'infrarouge
La luminosité de la galaxie NGC 2785 dans l'infrarouge lointain (de 40 à 400 µm)  est égale à 3,63 × 1010 {\displaystyle L_{\odot }} (1010,56{\displaystyle L_{\odot }}) et sa luminosité totale dans l'infrarouge (de 8 à 1 000 µm) est de 4,90 × 1010 {\displaystyle L_{\odot }} (1010,69{\displaystyle L_{\odot }}).